# 烏德利根斯維爾
烏德利根斯維爾是瑞士的城鎮，位於該國中部，由琉森州負責管轄，面積6.23平方公里，六成半土地是農業用地，海拔高度621米，2011年人口2,189，人口密度每平方公里351人。